# Лукьянов, Виктор Алексеевич
Ви́ктор Алексе́евич Лукья́нов (род. 6 апреля 1929, Москва) — советский боксёр, представитель средней и второй средней весовых категорий. Выступал на всесоюзном уровне в первой половине 1950-х годов, двукратный серебряный и трёхкратный бронзовый призёр советских национальных первенств. На соревнованиях представлял спортивное общество «Крылья Советов», мастер спорта СССР. Также известен как тренер по боксу, заслуженный тренер РСФСР.

## Биография
Виктор Лукьянов родился 6 апреля 1929 года в Москве. Проходил подготовку в секции бокса московского добровольного спортивного общества «Крылья Советов».
Первого серьёзного успеха на всесоюзном уровне добился в 1950 году, когда на чемпионате СССР в Свердловске в зачёте средней весовой категории выиграл награду бронзового достоинства. Год спустя во втором среднем весе стал серебряным призёром национального первенства в Донецке, уступив в решающем финальном поединке москвичу Борису Назаренко. Ещё через год на аналогичных соревнованиях в Москве взял бронзу в категории до 75 кг.
На чемпионате СССР 1953 года Лукьянов вновь встретился в финале с Назаренко и снова потерпел от него поражение. Последний раз показал сколько-нибудь значимый результат на всесоюзной арене в сезоне 1955 года, когда на чемпионате страны в Москве дошёл до стадии полуфиналов и был остановлен на сей раз представителем Ленинграда Геннадием Шатковым.

Широкое русское лицо с глубоко посаженными глазами, волевым ртом и квадратным подбородком. Он немного пренебрегал защитой, был силён и обладал мощными ударами с обеих рук, был феноменально вынослив и, как говорится в профессиональном боксе, умел держать удар.— И. И. Оруженосцев, документально-художественная повесть «Ещё не вечер…»
Ещё будучи действующим спортсменом, активно занимался тренерской деятельностью. Подготовил многих талантливых боксёров, в частности вместе с мастером спорта Б. И. Тишиным был тренером по боксу знаменитого в будущем мастера единоборств Тадеуша Касьянова.
За выдающиеся достижения на тренерском поприще Виктор Лукьянов удостоен почётного звания «Заслуженный тренер РСФСР».